# ШоТам
ШоТам — українське медіа позитивних та успішних новин, засноване 2017 року Сергієм Колесніковим та Артемом Іпатовим. Власником видання є ГО «Криголам», сайт позиціюється, як такий, що працює на засадах незалежної журналістики та не співпрацює з політиками, партіями чи олігархами.
Головний редактор медіа «ШоТам» Сергій Колесніков в травні 2024 року підписав контракт із ЗСУ.

## Опис
Це видання фокусується на висвітленні позитивних новин, прикладах змін у громадянському суспільстві України. Серед ключових тем: малий та середній бізнес, соціальні проєкти, волонтерство, ЗСУ та ветеранський бізнес, реформи, розвиток села, бізнесменів минулого, екосвідомість, інклюзивність та безбар'єрність, креативні ініціативи та громадські організації. Контент публікується як на сайті, так і в соцмережах. 
У 2025 медіа #ШоТам та CEO Артем Іпатов запустили подкаст «ХУХ».

## Оцінки
Сайт видання протягом 2024 року в середньому відвідували 400 тис. користувачів щомісяця. 60 % читачів — із Києва, Львова, Одеси та Харкова. Половина аудиторії це населення невеликих міст, СМТ та сіл. Після повномасштабного вторгнення РФ виріс трафік із ЄС за рахунок українських біженців. 

### Читацький клуб
Окрім контенту у вільному доступі, на сайті діє «Клуб добродіїв та добродійок» — платформа підтримки, де читачі основі підтримують роботу видання щомісячними чи одноразовими внесками. У грудні 2022 року частка читацької підтримки у річному бюджеті ШоТам становила 8 %.

## Партнери
Видання мало партнерські проєкти з організаціями: USAID, UKAID, UNICEF, National Endowment for Democracy, European Endowment for Democracy, UNFPA, WWF, Chemonics, DAI, Internews, Global Compact, фонд «Відродження», Thomson Reuters Foundation, Membership Pazzle Project, Українське товариство Червоного Хреста, Polish Solidarity Fund, AIDFund, MDIF, U-Lead з Європою, Childfund, Фонд Східна Європа, Eurasia Foundation, British Council, Федерація Канадських Муніципалітетів, TAPAS, Zagorii Foundation, Центр Громадянських Свобод, Доступно UA.
Серед партнерів є дипломатичні установи: Посольство Чехії в Україні, Посольство США в Україні, МЗС ФРН, Посольство Канади в Україні, Посольство Британії в Україні.

## Визнання
- 2020 — учасник лонглисту української премії «Високі стандарти журналістики-2020», категорія «За якісний регіональний/нішевий медійний проєкт»[11].

- 2020 — № 13 національних медіа, що отримали найвищу кількість балів за оцінкою оцінювання Media Emergency Fund[12].

- 2022 - Всесвітньо відоме видання The Politico у своїй статті посилається на відео про генерала Валерія Залужного, створене командою «ШоТам».

- 2024 -  Проєкт Українського ветеранського фонду та медіа ШоТам «ВАРТО» потрапив у шортлист премії IAB MIXX Awards у категорії «Найкраще використання партнерського контенту».

- 2024 - Олеся Богдан з видання “Шотам” отримала премію в номінації “Відкриття року”, організованого Спілкою українських підприємців – СУП у партнерстві з Новою поштою.

- 2025 - Проєкт Inker отримав премію «Честь професії 2025» в номінації «Найкраща публіцистика» за роботу «В’язень слова» (автори: Олександр Дьомін, Діана Лановець, Ірина Костишина). Соціальний мальопис Inker засновано Сергієм Колесніковим та Артемом Іпатовим у 2021 році.